# Narcis Jeszensky
Narcis pl. Jeszensky (negdje i Narcis Jasenski) (28. listopada 1886.:31. – ?), bivši austro-ugarski časnik, međuratni hrvatski politički emigrant i član ustaškog pokreta.

## Životopis
Rodio se je 1886. godine. U austro-ugarskoj vojsci došao je do čina pukovnika (Oberleutnanta). Bio je odlikovan Željeznim križem.:32. Poslije Prvoga svjetskog rata pripadnik Hrvatskoga emigrantskog komiteta. Djelovao je kraće vrijeme u ustaškom logoru u Jankovcu. U ustaškim predratnim dokumentima vodio se i kao zapovjednik Herbst. :109.
Italija je iz sigurnosnih razloga da ne bi Kraljevina Jugoslavija doznala lokaciju logora, preselila ustaše iz sabirnog logora Bovegno u općinu Borgoval di Taro, u provinciji Parmi, u veliku zgradu Palača (Il palazzo), i tad je Ante Pavelić ga je 1. travnja 1933. imenovao ustaškim vojnim zapovjednikom za E.4. u P.II i III. Kao iskusnom vojnom časniku i velikom hrvatskom rodoljubu, povjerio mu je vojnu izobrazbu cjelokupnog »ustaškog stališa« u tom djelokrugu. Tim dokumentom mu je podijelio čin ustaškog četnika (satnika), datirano na 1. travnja 1933. godine. Uz čin mu je pridao pravo na beriva i ustaške distinkcije, zapisane u posebnom propisu o vojnim časnicima i potčasnicima ustaške vojske.:110. 12. prosinca 1933. Glavni ustaški stan izdao je odredbu kojom se krilni zapovjednik ustaških pokretnih sila u P. II i III O 3. četnik Narcis Jeszenszky privremeno dodjeluje GUS-u "za vojnostručnog izvjestitelja i nadzornika vojnoizobrazbene ustaške službe".:125.
Novo je mjesto imao u novom logoru u Italiji, u Vischettu, gdje se živjelo vojničkim životom, a vježbama su rukovodili Jeszensky, Zekić i izvjesni Dabiša.:135. Jeszensky je kodirao imena ustaških logora u Italiji prema imena gradova u Hrvatskoj. Ustaška načela i gotovo sve ustaške propise sastavljao je Ante Pavelić, no ustaški vježbovnik sastavio je pukovnik Jeszensky.:158. U ustaškim dokumentima 1934. Jeszensky se javlja pod imenom pukovnik Janiša.:201. Odredbom od 18. listopada 1934. imenovan je za pobočnika Mili Budaku za izvjestitelja za vojno-stručne poslove za cijeloj P. II – III odnosno V. II – III.:205.
Godine 1937. političke okolnosti po ustaše pošle su u lošem pravcu. Svi ustaše koji su se poslije atentata na Karađorđevića zatekli u Italiji, Italija je konfinirala na Liparima. Uvjeti su bili loši i mnogi su se teško razbolili. Odlazak iz Italije zatražila su 22 ustaše, a Jeszensky je zatražio odlazak u Mađarsku.
:296. Čini se da nije bio poput ostalih ustaša transferiran na Lipari, nego izravno zatočen u Avellinu. Jugoslavenske tajne službe su lipnja 1937. izvijestile su da se nalazi ondje. Zatražio je premještaj u Mađarsku jer je Slovak mađarske kulture.:36. U diplomatskim je krugovima kružila informacija da je Mađarska navodno bila spremna dopustiti povratak Jeszenskom, no iz Italije su uvjeravali jugoslavensku diplomaciju da Mađarska ni ne zna da je predao molbu za to, te da Italija ne će dopustiti mu odlazak iz Italije.:295. U izvješću od travnja-lipnja 1939. stoji da je izručen Mađarskoj 5. veljače 1939.
Nakon uspostave NDH Jeszensky postaje časnikom ustaške vojnice. Jedinice pod njegovim zapovjedništvom sudjeluju u ofenzivi na partizanski teritorij Banije početkom 1942. godine i pritom izvršavaju masovne zločine nad lokalnim civilima - ponajviše u selu Šegestinu u kojemu krajem siječnja 1942. ubijaju preko 200 muškaraca, žena i djece srpske narodnosti.

## Odgovornost za zločine
Narcis Jaszenski, kao pukovnik i zapovjednik ustaške bojne, odgovoran je za pokolj nad stanovništvom sela Šegestin, Oraovica i Draškovac pokraj Dvora na Uni, koji se dogodio 29. i 30. siječnja 1942. godine. U tom zločinu, koji su izvršile ustaše iz Zrina, Divuše, Unčana i Struge Banske zajedno s njegovom bojnom, ubijeno je, prema različitim izvorima, između 189 i 273 stanovnika, a sela su opljačkana i spaljena.